# José Álvarez de la Fuente
Fray José Álvarez de la Fuente, latinizado Josephus Alvarus de Fonte, fue un fraile franciscano, periodista e historiador eclesiástico y civil español de la primera mitad del siglo XVIII.

## Biografía
Madrileño, según Julio Cejador y Frauca, fue Predicador general y del rey Felipe V y fundó y redactó uno de los primeros periódicos españoles, el Diario Histórico, Político, Canónico y Moral, trece números mensuales publicados en 1732. Cada uno tenía más de 500 páginas y, según Pedro Gómez Aparicio, consignaba las informaciones más variadas, aunque para Francisco Aguilar Piñal era más bien "una relación cronológica de efemérides religiosas", lo que parece más cierto; es casi ilegible por su estilo enmarañado. Según sus promotores el título se debía a que no seguía un orden puntual de meses ni años. Esto se solucionó publicando un decimotercer tomo de índices. Junto con el Diario de los Literatos y el Mercurio Histórico y Político fue uno de los primeros periódicos que se publicaron en España durante el reinado de Felipe V.

## Obras
- Succesión Pontificia. Epítome historial de la vidas, hechos, y resoluaciones, de los summos pontífices, desde San Pedro, primer Vicario de Christo... hasta Benedicto XIII; con la chronologia universal de los días de sus elecciones, muertes y sedes vacantes..., ocho vols., Madrid, 1729, 1731, 1746.
- Diario Histórico, Político, Canónico, y Moral. Dividido en doze partes por los doze meses del año. Madrid: Thomas Rodríguez Frías, 1732, 13 vols.; el decimotercero corresponde al índice de la obra.
- Teatro eclesiástico, dos vols.
- Historia cronológica de los Cardenales de la Orden menor de San Francisco
- Acta y vida del V[enerable]. F[ray] Juan de Zumárraga.
- Succession real de España: vidas, y hechos de sus esclarecidos reyes de Leon, y de Castilla desde D. Pelayo, que fue el primero que diò principio à su restauración, hasta nuestro Gloriosissimo Monarca, el señor Phelipe Quinto, que oy reina, y reine por muchos años: con sus nacimientos, hechos memorables, conquistas, cronologías, fundaciones que hicieron, leyes que ordenaron en el tiempo de sus reinados, Madrid: por los Herederos de Francisco del Hierro, y a su costa, 1735, tres vols.; se reimprimió en ese siglo al menos dos veces más.
- Novena y afectuosa deprecación a la milagrosa imagen de Nuestra Señora de los Peligros, que se venera en él... Convento de la Piedad Bernarda, llamado... de la Ballecas, Madrid: por Lorenzo de San Martín, 1787.[2]